# Lipaugus conditus
Lipaugus conditus (лат.) — вид птиц рода сорокопутовые пихи семейства котинговых.

## Распространение и среда обитания
Считалось, что его распространение ограничено Серра-дус-Оргаос и Серра-ду-Тингуа в окрестностях города Рио-де-Жанейро, но недавно этот вид был зарегистрирован в двух других местах в том же штате, в Серра-дас-Арарас и в Новой Каледонии. Населяет фрагменты вечнозеленых тропических лесов, чрезвычайно влажных, богатых бромелиевыми. Обычно встречается на высотах между 1650 и 2010 м.